# Иркутска област
Иркутска област е субект на Руската Федерация в Сибирския федерален окръг. Площ 774 846 km2 (4-то място по големина в Руската Федерация, 4,52% от нейната територия). Населението на областта към 1 януари 2017 г. наброява 2 403 643 души (21-во място в Руската Федерация, 1,64% от нейното население). Административен център е град Иркутск, на разстоние 5042 km от Москва.

## Историческа справка
Първите руски селища в региона се основават в средата на ХVІІ в. През 1652 г. е основано зимовище, което през 1661 г. прераства в острог (укрепено селище) на река Ангара. Този острог през 1686 г. е признат за град Иркутск. През 1764 година е обособена Иркутска губерния, дотогава част от Сибирска губерния. През ХVІІІ в. възникват днешните градове Киренск (1775 г.) на река Лена и Нижнеудинск (1783 г.).
На 11 октомври 2005 г. между властите на Иркутска област и Уст Ординския Бурятски автономен окръг (УОБАО) в градчето Уст Ордински е подписан договор за обединение на двете административни единици. Документът определя пълномощията на органите на държавните власти на субектите на Федерацията и бюджетните процеси в уедрения регион.
Новият субект на Руската федерация се нарича „Иркутска област“ и е правоприемник на двата субекта. УОБАО влиза в неговия състав с особен административен статут и се нарича Уст Ордински Бурятски окръг. Договорът предвижда, че регионалните данъци, събирани в УОБАО, ще остават в неговия бюджет.
На 11 октомври 2005 г. парламентите на Иркутска област и Уст Ординския Бурятски автономен окръг приемат обръщение към президента на Руската федерация „за образуване на новия субект на Федерацията“. В резултат от референдума за обединението новата обединена Иркутска област е обявена на 1 януари 2008 г.

## Географска характеристика

### Географско положение, граници и големина
Иркутска област е разположена в азиатската част на Русия, в южната част на Сибир. На запад и северозапад граничи с Красноярски край, на североизток – с Република Якутия, на изток – със Забайкалски край, на югоизток и юг – с Република Бурятия и на югозапад – с Република Тува. В тези си граници заема площ от 774 846 km2 (4-то място по големина след Република Якутия, Красноярски край и Хабаровски край в Руската Федерация, 4,52% от нейната територия).

### Релеф
Иркутска област заема югоизточните части на Средносибирското плато (средна височина 500 – 700 m), представено от Ангарското възвишение (Ангарски кряж), Лено-Ангарското плато и др. Средносибирското плато е силно разчленено от дълбоко врязаните в него речни долини. На юг и югозапад Средносибирското плато е ограничено от планината Източни Саяни (3114 m) с хребетите Агулски Белки, Бирюсински, Гутарски, Окински, Удински и др. На югоизток Средносибирското плато е ограничено от хребетите на Прибайкалието – Хамар-Дабан (2371 m), Приморски хребет (1746 m), Байкалски хребет (2588 m). В североизточната част на областта са разположени Северобайкалската планинска земя, Патомското плато (1771 m), части от Делюн-Уранския хребет (2023 m) и хребета Кодар (3072 m). Югоизточните и североизточните части на областта се отличават с висока сеизмичност.

### Климат
Климатът на областта е остро континентален. Средната януарска температура варира от -15 °C по бреговете на езерото Байкал до -21 °C в Иркутск и -33 °C в град Бодайбо на североизток. Снежната покривка се задържа 160 – 170 дни в годината. Средната юлска температура е от 17 °C на североизток до 19 °C на юг. Годишната сума на валежите е 350 – 430 mm с максимум през втората половина на лятото и началото на есента. На северозапад и по западните склонове на планините сумата на валежите достига до 800 mm. Продължителността на вегетационния период (минимална денонощна температура над 5 °C) е от 116 дни на север до 127 дни на юг. На север и североизток, и в планинските райони е разпространена вечно замръзналата почва.

### Води
На територията на областта протичат 65 041 реки и потоци (с дължина над 1 km) с обща дължина 309 355 km и принадлежат към два водосборни басейна: на река Енисей (около 3/5 от територията на областта), вливаща се в Карско море и на река Лена (около 2/5 от територията на областта), вливаща се в море Лаптеви. Към водосборния басейн на Енисей принадлежи най-голямата река в Иркутска област Ангара (около 1100 km в пределите на областта), десен приток на Енисей, заедно със своите големи притоци Иркут, Китой, Белая, Ока, Илим, Чуна, Бирюса и др. В северната част на областта протича река Долна Тунгуска, десен приток на Енисей. Източните и североизточните части на областта попадат във водосборния басейн на река Лена. Тя води началото си от Байкалския хребет и протича през Иркутска област с горното си течение на около 1500 km. Нейни основни притоци в областта са: Киренга, Чуя, Витим и др. В най-източната част протича река Чара, ляв приток на Ольокма от басейна на Лена.
Разнообразният релеф на областта обуславя наличието на планински, полупланински и равнинни реки. Основното им подхранване е дъждовно и снежно. Техният воден режим се характеризира с пролетно, силно разтегнато във времето пълноводие, повишен отток през летния сезон и ясно изразено зимно маловодие. Повечето иркутски реки замръзват през ноември, като се размразяват чак през април. Средният многогодишен речен отток съставлява 309,4 km3.
На територията на областта има 229 естествени и изкуствени езера с обща площ от 7732,5 km2, а с акваторията на езерото Байкал – около 19 хил. km2. Те са с тектонски, ледников и крайречен произход. Най-голямото естествено езеро в областта е Байкал, на границата с Република Бурятия, което е най-дълбокото езеро и едно от най-големите езера в света. Второ по големина естествено езеро е Орон, разположено в басейна на река Витим, в най-източната част на областта. Изкуствените водоеми в областта са няколко големи водохранилища по течението на река Ангара – Богучанско, Братско, Иркутско и Уст Илимско. Братското водохранилище е най-голямото в света по обем речно водохранилище.

### Почви, растителност, животински свят
На голяма част от територията на Иркутска област са разпространени горските почви. На север те са ливадно-карбонатни, ливадно-подзолисти и подзолисто-блатни. На запад преобладават подзолистите почви с различна степен на оподзоляване, а в южната лесостепна част – тъмно кафявите и тъмно сивите горски слабо оподзолени почви. В приангарските лесостепи и на територията на бившия Уст Ординско Бурятски национален окръг са разпространени черноземни почви, на места засолени. В планините са разпространени планински горски, планинско-тундрови и ливадни почви.
Около 75% от територията на Иркутска област (581 хил.km2) е заета от гори, като запасите се изчисляват на 8,2 млрд. m3. Разпространени са светли иглолистни гори от лиственица и бор и тъмни иглолистни гори – кедър, смърч и ела. Степната и лесостепната растителност се е съхранила на отделни необработваеми територии. В планинските райони преобладава клекова и планинско тундрова растителност.
В горите обитават множество животни с ценни кожи (собол, бялка, хермелин), копитни (зубър, елен, лос). Във водоемите и реките се среща ондатра и много ценни видове риба.

## Население
На 1 януари 2017 г. населението на Иркутска област е наброявало 2 403 643 души (21-во място в Руската Федерация, 1,64% от нейното население). Етническият състав е следният (над 5 хил. души): руснаци 91,41%, буряти 3,31%, украинци 1,31%, татари 0,98%, беларуси 0,4%, арменци 0,28%, азербайджанци 0,23%.

## Административно-териториално деление
В административно-териториално отношение Иркутска област се дели на 10 областни градски окръга, 32 муниципални района, 22 града, в т. ч. 14 града с областно подчинение (Ангарск, Бодайбо, Братск, Зима, Иркутск, Нижнеудинск, Саянск, Свирск, Тайшет, Тулун, Усоле Сибирское, Уст Илимск, Черемхово и Шелехов) и 8 града с районно подчинение и 52 селища от градски тип.
| Административна единица | Площ (km2) | Население (2017 г.) | Административен център   | Население (2017 г.) | Разстояние до Иркутск (в km) | Други градове и сгт с районно подчинение                               |
| ----------------------- | ---------- | ------------------- | ------------------------ | ------------------- | ---------------------------- | ---------------------------------------------------------------------- |
| Областни градски окръзи |            |                     |                          |                     |                              |                                                                        |
| Ангарск                 | 1150       | 238 508             | гр. Ангарск              | 229 592             | 40                           | Мегет                                                                  |
| Братск                  | 428        | 231 602             | гр. Братск               | 231 602             | 490                          |                                                                        |
| Зима                    | 53         | 31 229              | гр. Зима                 | 31 229              | 251                          |                                                                        |
| Иркутск                 | 277        | 623 736             | гр. Иркутск              | 623 736             |                              |                                                                        |
| Саянск                  | 82         | 38 897              | гр. Саянск               | 38 897              | 270                          |                                                                        |
| Свирск                  | 22         | 13 110              | гр. Свирск               | 13 110              | 152                          |                                                                        |
| Тулун                   | 134        | 41 671              | гр. Тулун                | 41 671              | 390                          |                                                                        |
| Усоле Сибирское         | 74         | 77 989              | гр. Усоле Сибирское      | 77 989              | 75                           |                                                                        |
| Уст Илимск              | 227        | 82 455              | гр. Уст Илимск           | 82 455              | 700                          |                                                                        |
| Черемхово               | 114        | 51 230              | гр. Черемхово            | 51 230              | 130                          |                                                                        |
| Муниципални райони      |            |                     |                          |                     |                              |                                                                        |
| 1. Аларски              | 2651       | 20 520              | пос. Кутулик             | 4870                | 161                          |                                                                        |
| 3. Балагански           | 6341       | 8608                | сгт Балаганск            | 3909                | 281                          |                                                                        |
| 4. Баяндаевски          | 3756       | 11 018              | с. Баяндай               | 2626                | 134                          |                                                                        |
| 5. Бодайбински          | 91 987     | 19 438              | гр. Бодайбо              | 13 104              | 1110                         | Артьомовски, Балахнински, Кропоткин, Мамакан                           |
| 6. Бохански             | 3668       | 24 923              | с. Бохан                 | 5132                | 123                          |                                                                        |
| 7. Братски              | 33 024     | 52 223              | гр. Братск               |                     | 490                          | гр. Вихоревка                                                          |
| 8. Жигаловски           | 22 822     | 8452                | сгт Жигалово             | 4983                | 403                          |                                                                        |
| 9. Заларински           | 7617       | 27 958              | сгт Залари               | 9576                | 195                          | Тирет 1-ая                                                             |
| 10. Зимински            | 7019       | 13 205              | гр. Зима                 |                     | 251                          |                                                                        |
| 11. Иркутски            | 11 672     | 119 275             | гр. Иркутск              |                     |                              | Болшая Речка, Листвянка, Маркова                                       |
| 12. Казачинско-Ленски   | 33 276     | 17 046              | с. Казачинское           | 2607                | 560                          | Кунерма, Магистрални, Улкан                                            |
| 13. Катангски           | 139 264    | 3362                | с. Ербогачен             | 1939                | 1145                         |                                                                        |
| 14. Качугски            | 31 395     | 17 032              | сгт Качуг                | 6950                | 257                          |                                                                        |
| 15. Киренски            | 43 904     | 18 015              | гр. Киренск              | 11 310              | 710                          | Алексеевск                                                             |
| 16. Куйтунски           | 11 147     | 28 555              | сгт Куйтун               | 9487                | 312                          |                                                                        |
| 17. Мамско-Чуйски       | 43 362     | 4002                | сгт Мама                 | 2969                | 1030                         | Витимски, Горно-Чуйски, Луговски, Согдиондон                           |
| 18. Нижнеилимски        | 36 823     | 49 049              | гр. Железногорск Илимски | 23 643              | 1222                         | Видим, Новая Игирма, Радишчев, Рудногорск, Хребтовая, Шестаково, Янгел |
| 19. Нижнеудински        | 49 977     | 63 918              | гр. Нижнеудинск          | 33 954              | 506                          | гр. Алзамай, Атагай, Ук, Шумски                                        |
| 20. Нукутски            | 2473       | 15 711              | пос. Новонукутски        | 3408                | 218                          |                                                                        |
| 21. Олхонски            | 13 651     | 9655                | с. Еланци                | 4028                | 250                          |                                                                        |
| 22. Осински             | 4400       | 21 245              | с. Оса                   | 4536                | 152                          |                                                                        |
| 23. Слюдянски           | 6301       | 39 455              | гр. Слюдянка             | 18 241              | 127                          | гр. Байкалск, Култук                                                   |
| 24. Тайшетски           | 27 725     | 74 188              | гр. Тайшет               | 33 364              | 670                          | гр. Бирюсинск, Квиток, Новобирюсински, Шиткино, Юрти                   |
| 25. Тулунски            | 13 561     | 25 535              | гр. Тулун                |                     | 390                          |                                                                        |
| 26. Усолски             | 6261       | 50 620              | сгт Белореченски         | 7790                | 77                           | Мишеловка, Средни, Тайтурка, Телма                                     |
| 27. Уст Илимски         | 36 596     | 15 274              | гр. Уст Илимск           |                     | 700                          | Железнодорожни                                                         |
| 28. Уст Кутски          | 34 599     | 49 726              | гр. Уст Кут              | 42 272              | 610                          | Звездни, Янгал                                                         |
| 29. Уст Удински         | 8282       | 13 549              | сгт Уст Уда              | 5144                | 240                          |                                                                        |
| 30. Черемховски         | 9887       | 28 719              | гр. Черемхово            |                     | 130                          | Михайловка                                                             |
| 31. Чунски              | 27 757     | 33 239              | сгт Чунски               | 14 135              | 808                          | Лесогорск, Октябърски                                                  |
| 32. Шелеховски          | 1969       | 65 429              | гр. Шелехов              | 20                  | 20                           | Болшой Луг                                                             |
| 33. Ехирит-Булагатски   | 5153       | 29 531              | пос. Уст Ордински        | 14 557              | 69                           |                                                                        |

## Селско стопанство
Половината от сектора е животновъдството (46%); продукти, донесени от други региони.
| хиляди хектара | 1636 | 1573,2 | 1398,4 | 1020,9 | 715,4 | 639,0 | 675,3 |